# Аполлос (Беляев)
Архиепископ Аполлос (в миру Иван Егорович Беляев; 1812, Волохово, Владимирская губерния — 27 ноября [9 декабря] 1885, Слободской уезд, Вятская губерния) — духовный писатель и христианский богослов, магистр Киевской духовной академии, архиепископ Вятский (1866—1885).

## Биография
Родился в 1812 году в селе Волохове, где отец его был православным священнослужителем.
Поступив в 1835 году из Владимирской духовной семинарии в Киевскую духовную академию, Иван Беляев, во время прохождения академического курса, 25 сентября 1838 года, постригся в монашество под именем Аполлос.
По окончании курса в КДА, в 1839 году со степенью магистра богословия, рукоположен во иеромонаха, в сентябре назначен преподавателем в Орловскую духовную семинарию, а в октябре переведен в Тверскую семинарию и в сентябре 1841 года во Владимирскую, где преподавал богословские науки.
В 1845 году Аполлос причислен к соборным иеромонахам Киево-Печерской лавры.
В 1847 году переведен на должность инспектора и преподавателя в духовную семинарию города Астрахани.
В 1849 году Аполлос (Беляев) был назначен настоятелем Астраханского Иоанно-Предтеченского монастыря.
9 ноября 1851 года Аполлос был возведен в сан архимандрита.
С 21 февраля 1854 года — ректор Астраханской семинарии и настоятель Астраханского Спасо-Преображенского монастыря; в июне 1856 года был перемещён на должность ректора духовной семинарии города Пскова и, одновременно, настоятеля Псково-Печерского Успенского мужского монастыря.
В 1859 году Аполлос был вызван в столицу Российской империи город Санкт-Петербург на чреду священнослужения и проповедования Слова Божия.
16 февраля 1864 года Аполлос (Беляев) хиротонисан во епископа Старорусского, викария Новгородской епархии.
22 февраля 1866 года перемещен на кафедру епископа Ладожского, викария Санкт-Петербургской епархии, а 13 декабря 1866 года назначен епископом Вятским и Слободским.
Здесь в 1877 году его заботами открыта при кафедральном Вятском соборе епархиальная библиотека.
С 15 июня 1879 года по 11 мая 1880 года Аполлос присутствовал в Святейшем синоде Российской православной церкви; 20 апреля 1880 года был возведен в сан архиепископа.
В 1885 году Аполлос (Беляев) вследствие болезни уволен по его собственному прошению на покой по состоянию здоровья в Слободский Крестовоздвиженский монастырь, где 27 ноября 1885 года скончался и был погребен.